# Mats Pilhem
Mats Robert Pilhem, född 20 maj 1956 i Västra Frölunda församling i Göteborg, är en svensk politiker inom Vänsterpartiet. 2006 valdes han in i kommunfullmäktige för Göteborgs kommun och var kommunalråd mellan 2010 och 2014. Som kommunalråd ansvarade han för personal- och arbetsmarknadsfrågor. Han var också ordförande för vuxenutbildningsnämnden.

## Biografi
Mats Pilhem föddes i Göteborg 1956. 1972 gick han med i Vänsterpartiets ungdomsförbund Ung Vänster, två år senare gick han med i Vänsterpartiet. Pilhem var ordförande för Ung Vänster Göteborg och Bohuslän 1977–1979 och 1980–1982 samt ordförande i Vänsterpartiet Göteborg 2003–2007. Dessutom har Pilhem suttit i Vänsterpartiets partistyrelse 2004–2014. Till yrket är Mats Pilhem metallarbetare och är anställd som maskinreparatör på SKF i Göteborg. Han har även varit fackligt aktiv i IF Metall där han satt i gruppstyrelsen för serviceteknik.

## Uppdrag
- Ordförande Ung Vänster Göteborg och Bohuslän 1977–1979
- Ordförande Ung Vänster Göteborg och Bohuslän 1980–1982
- Ordförande Vänsterpartiet Göteborg 2003–2007
- Ledamot i Vänsterpartiets partistyrelse 2004–2014
- Ledamot i kommunfullmäktige 2006– 2014
- Ledamot i kommunstyrelsen 2010–2014
- Ordförande Göteborgs Vuxenutbildningsnämnd 2010–